# Gilles I de Haifa
Gilles Poulain (antes de 1250-c. 1270) fue señor de Haifa en el Reino de Jerusalén.
Era el hijo mayor de Godofredo Poulain y Helvis de Haifa. Su padre murió cuando todavía era menor de edad. Cuando Gilles cumplió la mayoría de edad alrededor de 1264, su padrastro Juan de Valenciennes le cedió el gobierno de Haifa, que poseía por derecho de su madre.
El reinado de Gilles sobre Haifa no duró mucho, ya en 1265 el señorío fue conquistado por los mamelucos de Egipto.
Estaba casado con Margarita de Brie, la hija de Juan de Brie y Alix Chappe. El hermano de Margarita, Anselmo de Brie, se casó con la hermana de Gilles, Aiglantine. Con Margarita, Gilles tuvo dos hijos y una hija:
- Godofredo (fallecido alrededor de 1279), señor titular de Haifa, se casó con la hija de Juan Beduin
- Rohard, se casó primero con Alicia, hija de Pietro da Gloria, natural de Pisa, luego se casó con Beatriz de Pécquigny
- Helvis, se casó Hugo, señor de Radouf